# Dark Horse (альбом Nickelback)
Dark Horse — сьомий студійний альбом канадської рок групи Nickelback, який вийшов 18 листопада 2008 року. Як продюсери альбому виступили музиканти Nickelback і композитор та продюсер Роберт Ланже, відомий завдяки своїм роботам з такими колективами і виконавцями як AC/DC, Bryan Adams, Def Leppard та Шанайєю Твейн.

## Запис
В одному зі своїх інтерв'ю, фронтмен гурту Чед Крюгер, стверджував що гітарний риф пісні «Something In Your Mouth» прийшов до нього в голову під час туру. Він записав риф на свій мобільний телефон і відправив його продюсеру, який, підставивши мікрофон до свого мобільника, записав присланий йому риф. Цей телефонний запис використовувалася при зведенні альбому, риф не перезаписуються в студії.

## Список композицій
1. Something in your mouth
2. Burn it to the ground
3. Gotta be somebody
4. I'd come for you
5. Next go round
6. Just to get high
7. Never gonna be alone
8. Shakin' hands
9. S.E.X.
10. If today was your last day
11. This afternoon

### Список синглів
1. Gotta Be Somebody
2. I'd Come for You
3. Never Gonna Be Alone
4. If Today Was Your Last Day
5. Burn It to the Ground

## Позиція в чартах
| Чарт (2008)                                       | Позиція |
| ------------------------------------------------- | ------- |
| U.S. Billboard 200                                | 2       |
| U.S. Billboard Top Rock Albums                    | 1       |
| U.S. Billboard Top Hard Rock Albums               | 1       |
| U.S. Billboard Top Modern Rock/Alternative Albums | 1       |
| Canadian Albums Chart                             | 1       |
| Australian Albums Chart                           | 3       |
| New Zealand Albums Chart                          | 3       |
| UK Albums Chart                                   | 4       |
| German Albums Chart                               | 4       |
| Austrian Albums Chart                             | 5       |
| Swiss Albums Chart                                | 5       |
| Russian Albums Chart                              | 11      |
| Irish Albums Chart                                | 19      |
| Dutch Albums Chart                                | 25      |
| Italian Albums Chart                              | 26      |
| Belgium Albums Chart                              | 35      |

## Сертифікація
- США: 2 рази Платиновий[12]
- Канада: 5 раз Платиновий[13]
- Австралія: 2 рази Платиновий
- Нова Зеландія: Платиновий[14]
- Швеція: Золотий[15]